# Polen Emre
Polen Emre (Adana, 17 luglio 1991) è un'attrice turca, nota per aver interpretato il ruolo di Fadik nella serie Terra amara (Bir Zamanlar Çukurova).

## Biografia
Polen Emre è nata il 17 luglio 1991 ad Adana (Turchia), appassionata sin da subito per il mondo dello spettacolo, ha iniziato a recitare in teatro già da bambina.

## Carriera
Polen Emre ha completato l'istruzione primaria e secondaria ad Adana. Dopo aver conseguito il diploma, si è trasferita a Istanbul per iscriversi presso il dipartimento di radio e televisione della İstanbul Topkapi University, dove al termine degli studi ha conseguito la laurea. È salita sul palco con il personaggio di Asiye nella commedia teatrale Asiye Nasıl Kurtulur scritta da Vasıf Öngören. Così inizia a lavorare presso i teatri cittadini del distretto di Seyhan.
Dal 2018 al 2022 è stata scelta per interpretare il ruolo di Fadik nella serie in onda su ATV Terra amara (Bir Zamanlar Çukurova), insieme agli attori Hilal Altınbilek, Uğur Güneş, Murat Ünalmış, Vahide Perçin, Bülent Polat, Selin Yeninci, Selin Genç, Furkan Palalı e Şahin Vural. Nel 2021 ha recitato nella serie in onda su Star TV Sana Söz.
Nel 2022 ha recitato nel film Karanlık Gece diretto da Özcan Alper. Nello stesso anno a Cipro del Nord ha ricevuto il premio come Miglior attrice non protagonista alla cerimonia del premio Golden Caretta per la serie Terra amara (Bir Zamanlar Çukurova). Nel 2023 ha preso parte al cast della serie Gokturkler Asya'nin Efendileri. Nel 2023 e nel 2024 è stata scritturata per interpretare il ruolo di Nuray Gediz nella serie in onda su Fox Bambaşka Biri, insieme agli attori Hande Erçel e Burak Deniz.

## Vita privata
Polen Emre dal 2020 è legata sentimentalmente al giocatore di pallavolo Merț Tetik, con il quale è convolata a nozze nel maggio 2022.

## Filmografia

### Cinema
- Karanlık Gece, regia di Özcan Alper (2022)

### Televisione
- Terra amara (Bir Zamanlar Çukurova) – serie TV, 141 episodi (ATV, 2018-2022)
- Sana Söz – serie TV, 7 episodi (Star TV, 2021)
- Gokturkler Asya'nin Efendileri – serie TV (2023)
- Bambaşka Biri – serie TV, 16 episodi (Fox, 2023-2024)

## Teatro
- Asiye Nasıl Kurtulur, scritto da Vasıf Öngören

## Doppiatrici italiane
Nelle versioni in italiano dei suoi film e delle sue serie TV, Polen Emre è stata doppiata da:
- Jessica Bologna[27] in Terra amara[28]

## Riconoscimenti
- Premio Golden Caretta, Cipro del Nord
  - 2022: Vincitrice come Miglior attrice non protagonista insieme a Yeliz Doğramacılar e Sibel Taşçıoğlu per la serie Terra amara (Bir Zamanlar Çukurova)[20][21]